# Dūkštas
Dūkštas (ryska: Дукштас) är en ort i Litauen.   Den ligger i kommunen Ignalina och länet Utena län, i den östra delen av landet, 110 km nordost om huvudstaden Vilnius. Dūkštas ligger 157 meter över havet och antalet invånare är 1 021.
Terrängen runt Dūkštas är platt. Runt Dūkštas är det ganska tätbefolkat, med 65 invånare per kvadratkilometer. Närmaste större samhälle är Visaginas, 10,5 km nordost om Dūkštas. 